# Desa Pikatan (administrativ by i Indonesien, lat -8,06, long 112,01)
Desa Pikatan är en administrativ by i Indonesien.   Den ligger i provinsen Jawa Timur, i den västra delen av landet, 600 km öster om huvudstaden Jakarta.